# Augustin Rechberger

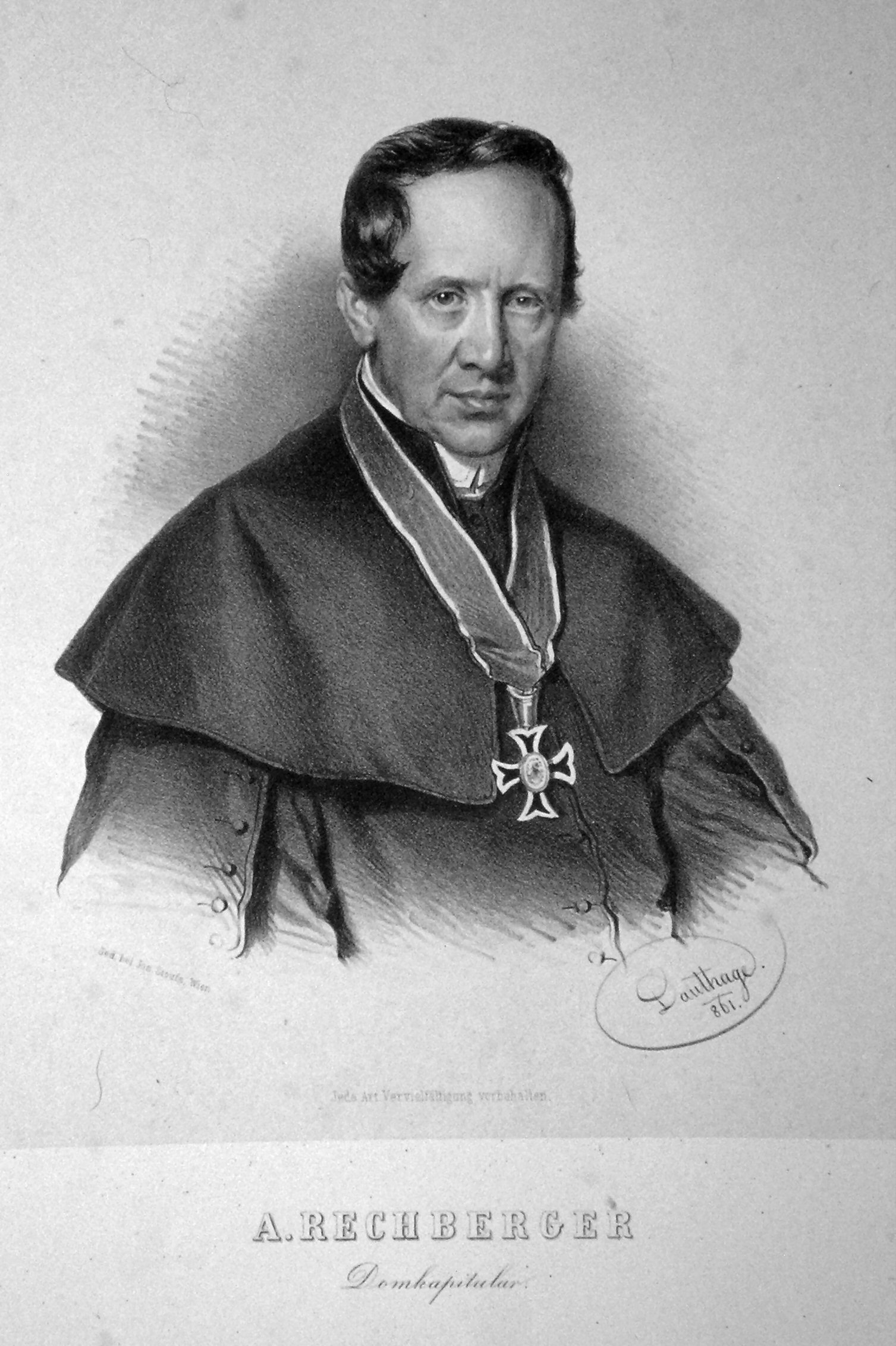
Lithographie von Adolf Dauthage von 1861

Augustin Rechberger (* 18. November 1800 in Linz; † 7. Dezember 1864 ebenda) war ein österreichischer römisch-katholischer Geistlicher und Theologe.

## Leben
Rechberger war Sohn des Kirchenrechtlers Georg Rechberger. Nachdem er zunächst im Elternhaus unterrichtet wurde und dort mit vielen Geistlichen in Kontakt gekommen war, absolvierte er das Linzer Gymnasium, um anschließend an der Linzer Theologischen Fakultät Theologie zu studieren. Er empfing am 19. August 1824 die Priesterweihe und wurde anschließend Collaborator an der Matthiaspfarrkirche. Auch war er in Mattighofen in der Seelsorge tätig. 
Rechberger unterzog sich einer Prüfung für das Lehramt an den Lyzeen und wurde 1828 an der Theologischen Fakultät in Linz zum Professor der Dogmatik ernannt; dort rief er mit Johann Baptist Schiedermayr 1848 die Linzer theologisch-praktische Quartalschrift ins Leben, die er zusammen mit Schiedermayr bis 1852 als Redakteur leitete. Er blieb als Professor auch weiter im Amt, als die Fakultät zu einer Theologischen Diözesanlehranstalt umgewandelt wurde. Ab 1844 bemühte er sich um den Ausbau des Krankenhauses der Barmherzigen Schwestern Linz, das in der Folgezeit seine Arbeit ausbauen konnte. Ab 1847 stand er dem Klinikum als Direktor vor. 1849 wurde er vom Linzer Bischof Gregor Thomas Ziegler zum Ehrendomherr ernannt.
Rechberger verließ 1852 Linz und wurde Pfarrer von Waizenkirchen. 1859 berief ihn der Bischof Franz Joseph Rudigier zurück nach Linz. Dort wurde er wirklicher Domherr. Zugleich wurde er zum Regens des bischöflichen Priesterseminars, zum Rat am geistlichen Ehegericht in Linz sowie zum Beichtvater der Barmherzigen Schwestern in Linz und Enns ernannt. Hier wirkte er bis zu seinem Tod.
Rechberger beeinflusste zu seiner Zeit mit Schiedermayr die katholische Theologie und das religiöse Leben im Bistum Linz maßgeblich. Rechberger war begeistert vom Wirken Joseph Görres. Zusammen mit seinem Kollegen Josef Reiter (1805–1876) gab Rechberger Das dreieine Leben in Gott und jedem Geschöpfe durch katholische Speculation als Interpretation nachgewiesen von Dr. Karl Maria Mayrhofer aus dessen Nachlass heraus Karl Maria Mayrhofer (1801–1838) und Rechberger standen in freundschaftlicher Verbindung.

## Werke (Auswahl)
- Ueber die Tradition. In: Linzer theologisch-praktische Quartalschrift, 1. Jahrgang, Linz 1848.
- Das dreieine Leben in Gott und jedem Geschöpfe durch katholische Speculation als Interpretation nachgewiesen von Dr. Karl Maria Mayrhofer. Aus dessen wissenschaftlichem Nachlasse, 2 Bände, Manz, Regensburg 1851.
- Das kirchliche Institut der Volksmission, Linz 1851.